# Torre Santa Susanna
Torre Santa Susanna est une commune italienne de la province de Brindisi, dans la région des Pouilles.

## Administration
| Période                                  | Période  | Identité                 | Étiquette     | Qualité |
| ---------------------------------------- | -------- | ------------------------ | ------------- | ------- |
| 5 avril 2005                             | En cours | Francesco Antonio Frioli | Centro-Destra |         |
| Les données manquantes sont à compléter. |          |                          |               |         |

### Communes limitrophes
Erchie, Mesagne, Oria, San Pancrazio Salentino